# Cucut de Santa Helena
El cucut de Santa Helena (Nannococcyx psix) és un ocell extint de la família dels cucúlids (Cuculidae) i única espècie del gènere Nannococcyx Olson, 1975. 
Les proves de la seva existència estan recolzades en la troballa d'un únic húmer. Relativament a altres cucs, era relativament petit, i probablement vivia en els boscos de l'illa de Santa Helena. La seva extinció va ser fruit de la desforestació a l'illa durant el segle xviii.